# Paradoxoglanis
Paradoxoglanis is een geslacht van straalvinnige vissen uit de familie van de siddermeervallen (Malapteruridae).

## Soorten
- Paradoxoglanis caudivittatus Norris, 2002
- Paradoxoglanis cryptus Norris, 2002
- Paradoxoglanis parvus Norris, 2002